# Маико Накаока
Маико Накаока (јап. 中岡 麻衣子; 15. фебруар 1985) бивша је јапанска фудбалерка.

## Репрезентација
За репрезентацију Јапана дебитовала је 2005. године. За тај тим одиграла је 14 утакмица.

## Статистика
| Јапан  | Јапан | Јапан |
| Год.   | Ута.  | Гол.  |
| ------ | ----- | ----- |
| 2005   | 3     | 0     |
| 2006   | 10    | 0     |
| 2007   | 1     | 0     |
| Укупно | 14    | 0     |